# موتور شماره ۳۷
موتور شماره ۳۷ یا حاج رحمت روستایی در دهستان ریگ ملک بخش ریگ ملک شهرستان میرجاوه استان سیستان و بلوچستان ایران است.

## جمعیت
بر پایه سرشماری عمومی نفوس و مسکن در سال ۱۳۹۵ جمعیت این مکان ۲۴۱ نفر (۵۱خانوار) بوده‌است.